# NGC 4145
NGC 4145 ist eine Balken-Spiralgalaxie vom Hubble-Typ SBcd im Sternbild Jagdhunde am Nordsternhimmel. Sie ist schätzungsweise 47 Millionen Lichtjahre von der Milchstraße entfernt.
Das Objekt wurde am 18. März 1787 von Wilhelm Herschel entdeckt.